# 克里斯多夫·施奈德
克里斯多夫·施奈德（德語：Christoph Schneider，1966年5月11日—），德国音乐家。他担任NDH乐队Rammstein的鼓手。

## 生平

### 早年
克里斯多夫於東柏林潘科出生，兩年後其妹妹出生。
16岁时，施奈德离开文科中学，成为一名电信助理，1984年，他在国家人民军中服役，他是Rammstein中唯一一位服过兵役的成员。

### 生涯
施奈德的父母想让他学一样乐器，所以他们送他去了一所跟社会主义管弦乐团有关的特殊学校，他要从小号，单簧管,长号中选择一样，他选择了小号因为这最容易学，他描述自己有演奏小号的天赋，一年后他加入了管弦乐队并在音乐会中演奏。在这里，他对打鼓产生了兴趣：架子鼓给他留下了深刻的印象，他告诉他的父母他想学打鼓，但他们不支持他的想法因为他们都来自“传统”世界。他就用易拉罐和桶自制的一套架子鼓练习，14岁时他买了他的第一套架子鼓，在这之后，他的父母不得不接受他并让他排练和参加课程。
1985年，施奈德辞去了他的电信工作去大学学习音乐，追求他的音乐野心，但失败了两次，原因是他没有别的音乐技能比如弹钢琴，所以他就靠自学，1985年到1990年施奈德一直寻找可以加入的乐队，最终加入了Die Firma乐队。

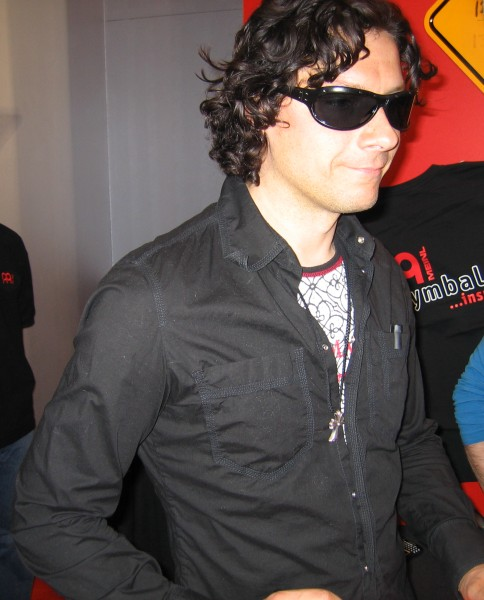
Christoph Schneider

1994年，他加入了Richard Kruspe和Oliver Riedel形成了Rammstein的早期版本。Till Lindemann加入之后，他们参加了柏林举办的一场业余乐团比赛使他们赢得了录制一部职业四轨样本唱片的机会。施奈德先前加入的乐队Felling B的两位成员Paul Landers和Christian Lorenz也加入了Rammstein。

### 个人生活
施奈德重视自己的隐私，所以只有一些关于他的个人生活。他与一位来自俄罗斯的Regina Gizatulina结婚，但他们已经离婚了。他的外号“Doom”来自同名的电子游戏Doom，施奈德需要一个在德国版权代理公司名字，但早已经有克里斯多夫·施奈德这个名字了，保罗·兰德斯建议了Doom这个名字因为他喜欢玩游戏。施奈德说如果他知道这个名字会被记录，他会选一个不同的。
施奈德在一次采访中表示他深受AC/DC乐队鼓手的影响，他最喜欢的乐队有深紫，AC/DC，齐柏林飞船和摩托头。